# Papa Urbano IV
Urbano IV, nato Jacques Pantaléon (Troyes, 1195 circa – Deruta, 2 ottobre 1264), è stato il 182º papa della Chiesa cattolica dal 1261 alla morte.

## Biografia

### Vescovo e Legato in Germania
Jacques Pantaléon nacque a Troyes, nel Nord della Francia (regione della Champagne-Ardenne). Era di famiglia agiata, anche se non nobile, essendo figlio di uno stimato artigiano calzaturiere. Dopo aver studiato teologia e giurisprudenza a Parigi, arrivando a conseguire il titolo di magister in diritto canonico, fu canonico e arcidiacono a Laon, nonché arcidiacono a Liegi.
Nel 1251 papa Innocenzo IV, che in precedenza lo aveva già nominato proprio cappellano, lo creò vescovo di Verdun e lo inviò come legato pontificio in Germania. Papa Alessandro IV lo nominò nel 1255 Patriarca latino di Gerusalemme, in un difficile momento per la Terra santa, che aveva visto l'esplosione di un forte contrasto tra genovesi e veneziani.

### L'elezione al Soglio
Secondo la norma introdotta da Innocenzo IV, l'elezione doveva tenersi nel luogo dove era scomparso il Papa (Quia frequenter, 1243).
Dopo la morte di Alessandro IV, avvenuta il 25 maggio 1261, i sette, o forse otto, cardinali che si trovavano a Viterbo e che dovevano eleggere il suo successore, non riuscendo a far convergere i voti su nessuno di loro, incaricarono i due più stimati porporati del tempo, Riccardo Annibaldi e Giangaetano Orsini, di scegliere il nuovo pontefice. Alla fine di agosto i due fecero cadere la loro scelta su Jacques Pantaléon, estraneo al Sacro Collegio, che si trovava provvisoriamente a Viterbo, come Patriarca di Gerusalemme, per dirimere una questione riguardante i Cavalieri di San Giovanni, ai quali Alessandro IV aveva concesso, tra molte polemiche, un'abbazia a Betania (in Giudea).
Seppur stupefatto, il prelato accettò la nomina e scelse il nome pontificale di Urbano IV. La nomina di 14 nuovi cardinali, sei dei quali francesi, in due ravvicinati concistori nel 1261 e nel 1262, rese più salda la sua posizione e costituì anche evidente segno di gratitudine nei confronti dei due grandi elettori, che videro elevati alla porpora quattro loro consanguinei.
Urbano IV non fissò mai la propria sede pontificia a Roma, ma risiedette tra Viterbo e Orvieto, oltre a un breve periodo trascorso a Perugia prima della morte.

### Il pontificato

#### Relazioni con il figlio dell'imperatore
Fin dall'inizio del suo pontificato Urbano IV si dimostrò continuatore della politica dei suoi predecessori contraria agli Svevi e quindi acerrimo nemico di Manfredi di Sicilia, figlio dell'imperatore Federico II. Questa sua linea finì per coincidere con i piani del cardinale Riccardo Annibaldi, che mirava a creare Senatore di Roma, cioè governatore della città, Carlo I d'Angiò, fratello del re di Francia Luigi IX, per ristabilire la supremazia del partito guelfo, messo in grande difficoltà negli anni precedenti dall'opera di Brancaleone degli Andalò (precedente Senatore di Roma), che aveva stretto un forte legame con Manfredi. Per trattare con l'Angiò fu inviato in Provenza - come legato pontificio - l'arcivescovo di Cosenza Bartolomeo Pignatelli, che nutriva, per ragioni personali, un profondo odio verso il sovrano svevo.
Per rafforzare ulteriormente la sua posizione, il suo forte carattere lo portò a rinnovare la scomunica a Manfredi il 6 agosto 1262, dichiarandolo altresì decaduto dal trono di Sicilia. Per reazione lo Hohenstaufen intraprese, tramite alcuni capi ghibellini a lui fedeli, una serie di iniziative militari volte a isolare e, possibilmente, imprigionare il pontefice. Furono impegnati Percivalle Doria nel ducato di Spoleto, il conte Giordano d'Agliano nella Marca Anconitana, Tedaldo Annibaldi sul litorale laziale e Pietro di Vico nella stessa Roma. Queste operazioni ebbero complessivamente un esito negativo, anche se il papa, per sfuggire alla possibile cattura, fu costretto a lasciare Orvieto, dove si trovava, e a rifugiarsi a Perugia: da questa città inviò un messaggio urgente a Carlo d'Angiò, sollecitandone la discesa in Italia.
Urbano IV non ebbe la possibilità di vedere l'arrivo delle armi francesi, poiché il 2 ottobre 1264, mentre si trovava in un convento di Deruta, morì per un improvviso malore. Fu sepolto a Perugia, nella cattedrale di San Lorenzo. Nel 1935, per esaudire un desiderio espresso dal pontefice prima di morire, i suoi resti furono traslati a Troyes nella Basilica di Sant'Urbano, che lo stesso pontefice aveva iniziato a far costruire alcuni anni dopo la sua elezione, sul luogo ove sorgeva originariamente la sua casa natale; per una serie di vicissitudini i lavori di costruzione della basilica terminarono solo nel 1905. Per inciso va detto che, sopra la tomba del pontefice e per ricordarne la meritoria istituzione della solennità del Corpus Domini (v. sotto), venne collocato un affresco raffigurante Cristo nell'atto di benedire papa Urbano e Santa Giuliana di Cornillon.

#### Governo della Chiesa
A Urbano IV va ascritta l'istituzione, l'11 agosto 1264, della solennità religiosa del Corpus Domini, più correttamente chiamata «Solennità del Santissimo Corpo e Sangue di Cristo», con la promulgazione della bolla Transiturus de hoc mundo. Nello stesso anno il papa conferì l'incarico di scrivere l'officio per la solennità e per la relativa Messa al teologo Tommaso d'Aquino, che compose, fra l'altro, il celebre inno eucaristico Pange lingua, le cui ultime due strofe (note come Tantum Ergo Sacramentum) sono abitualmente cantate dai fedeli al termine di ogni celebrazione liturgica che si concluda con la benedizione eucaristica.
L'idea di una festa volta a celebrare il Corpus Domini si deve principalmente a una santa monaca agostiniana, Giuliana di Cornillon, vissuta nella prima metà del Duecento, che, dopo alcune visioni avute in gioventù, la promosse con grande insistenza, contattando ripetutamente molti religiosi, tra i quali anche lo stesso Jacques Pantaléon de Troyes, all'epoca arcidiacono di Liegi, che subito contribuì per far celebrare la Festa del Corpus Domini dal Vescovo di Liegi, Roberto di Thourotte, nella sua diocesi e per la prima volta nella Chiesa Cattolica. Un altro elemento determinante in questa iniziativa del pontefice Urbano IV, fu il miracolo eucaristico di Bolsena (cittadina dell'alta Tuscia viterbese che faceva però parte della diocesi di Orvieto), avvenuto nel 1263, due anni dopo l'inizio del pontificato di Urbano IV.

### Concistori per la creazione di nuovi cardinali
Papa Urbano IV durante il suo pontificato ha creato 14 cardinali nel corso di 2 distinti concistori.

## Urbano IV nella cultura di massa
Urbano IV compare nella leggenda di cui è protagonista il poeta tedesco Tannhäuser, suo coevo, che ispirò anche l'omonima opera di Wagner.
Tannhäuser, dopo aver vissuto per un anno nel regno sotterraneo di Venere, lasciandosi andare a una sfrenata lussuria con la dea, vinto dai rimorsi, si reca in pellegrinaggio a Roma, per chiedere l'assoluzione di papa Urbano IV. Il pontefice, però, gli manifesta la gravità dei peccati commessi e condiziona il perdono a un miracolo: la fioritura della sua ferula, o bastone pastorale. Dopo alcuni giorni Tannhäuser riparte per Vienna e il pastorale del papa miracolosamente fiorisce. Per inciso va notato che papa Urbano IV non risiedette mai a Roma.

## Successione apostolica
La successione apostolica è:
- Arcivescovo Leonardo de Comitibus (1261)
- Arcivescovo Ottone Visconti (1262)
- Vescovo John Gervais (1262)
- Arcivescovo Engelbert von Falkenburg (1262)
- Vescovo Guglielmo II di Antarado, O.F.M. (1263)
- Arcivescovo Maurin de Narbonne (1263)
- Vescovo Thrugot di Reval (1264)
- Vescovo Guillaume de La Roue, O.S.B. (1264)
- Vescovo Benvenuto Scotivoli (1264)